# Муранска Здихава
Муранска Здихава (слч. Muránska Zdychava) насељено је мјесто са административним статусом сеоске општине (слч. obec) у округу Ревуца, у Банскобистричком крају, Словачка Република.

## Становништво
| Година:    | 1994. | 2004.   | 2014.    | 2024.   |
| ---------- | ----- | ------- | -------- | ------- |
| Број људи: | 304   | 293     | 250      | 218     |
| Разлика:   |       | -3,61 % | -14,67 % | -12,8 % |

| Година:    | 2023. | 2024.   |
| ---------- | ----- | ------- |
| Број људи: | 219   | 218     |
| Разлика:   |       | -0,45 % |

Према подацима о броју становника из 2011. године насеље је имало 257 становника.